# Suèvres
Suèvres település Franciaországban, Loir-et-Cher megyében. Lakosainak száma 1583 fő (2022. január 1.). Suèvres La Chapelle-Saint-Martin-en-Plaine, Courbouzon, Cour-sur-Loire, Maslives, Mer, Montlivault, Muides-sur-Loire, Mulsans és Saint-Dyé-sur-Loire községekkel határos.

## Népesség
A település népessége az elmúlt években az alábbi módon változott:
| Lakosok száma | 1244 | 1307 | 1360 | 1439 | 1616 | 1673 | 1693 | 1595 | 1548 | 1583 |
|               | 1968 | 1982 | 1990 | 2006 | 2013 | 2015 | 2017 | 2019 | 2020 | 2022 |